# Liste der Autorenbeteiligungen und Produktionen von Annette Humpe
Dies ist eine Übersicht über die Kompositionen und Produktionen der deutschen Musikerin, Komponistin und Musikproduzentin Annette Humpe und ihrer Pseudonyme wie Anete Humpe, Bamby und McJazz. Zu berücksichtigen ist, dass Hitmedleys, Remixe, Liveaufnahmen oder Neuaufnahmen des gleichen Interpreten nicht aufgeführt werden.

## #
| Jahr | Titel   | Interpret          | Funktion     |
| ---- | ------- | ------------------ | ------------ |
| 1992 | 1 ×     | Die Prinzen        | Produzent    |
| 1985 | 3 of Us | Humpe & Humpe      | Co-Komponist |
| 1987 | 4 Winds | Inga & Anete Humpe | Co-Komponist |

## A
| Jahr | Titel                           | Interpret     | Funktion                   |
| ---- | ------------------------------- | ------------- | -------------------------- |
| 1992 | Abgehau’n                       | Die Prinzen   | Co-Produzent               |
| 1982 | Aiaiaiaiai                      | Neonbabies    | Co-Produzent               |
| 1982 | Alibi                           | Neonbabies    | Co-Produzent               |
| 1992 | Allein gemacht                  | Die Prinzen   | Produzent                  |
| 2009 | Alleine tanzen                  | Ich + Ich     | Komponist, Co-Produzent    |
| 1993 | Alles nur geklaut               | Die Prinzen   | Produzent                  |
| 2013 | Als ich dich wollte             | Max Raabe     | Co-Komponist, Co-Produzent |
| 2013 | Am Ende kommt immer der Schluss | Max Raabe     | Co-Komponist, Co-Produzent |
| 198  | Angelogen                       | Neonbabies    | Co-Produzent               |
| 1983 | Anka                            | DÖF           | Co-Komponist, Produzent    |
| 1983 | Arafat                          | DÖF           | Co-Komponist, Produzent    |
| 1983 | Arbeiter                        | DÖF           | Produzent                  |
| 1982 | Ask Mark ve ölüm                | Ideal         | Co-Komponist, Co-Produzent |
| 1993 | Aua                             | Die Prinzen   | Produzent                  |
| 1981 | Außer sich                      | Neonbabies    | Co-Produzent               |
| 1994 | Automatic Love                  | Kylie Minogue | Co-Komponist               |
| 1990 | Ayudame                         | Annette Humpe | Co-Komponist               |

## B
| Jahr | Titel                | Interpret                                     | Funktion                   |
| ---- | -------------------- | --------------------------------------------- | -------------------------- |
| 1988 | Back into Your Heart | Inga & Anete Humpe                            | Co-Komponist               |
| 1992 | Bahia-Maria          | Joachim Witt                                  | Co-Produzent               |
| 1985 | Belle Jar            | Humpe & Humpe                                 | Co-Komponist               |
| 1980 | Berlin               | Ideal                                         | Co-Komponist               |
| 2001 | Berlin               | Die Prinzen                                   | Co-Komponist               |
| 2008 | Berlin               | In Extremo                                    | Co-Komponist               |
| 2010 | Berlin               | 2raumwohnung                                  | Co-Komponist               |
| 1991 | Betriebsdirektor     | Die Prinzen                                   | Co-Produzent               |
| 1979 | Blaue Augen          | Neonbabies                                    | Co-Komponist               |
| 1980 | Blaue Augen          | Ideal                                         | Co-Komponist               |
| 1993 | Blaue Augen          | Die Prinzen                                   | Co-Komponist, Co-Produzent |
| 1994 | Blaue Augen          | Abstürzende Brieftauben                       | Co-Komponist               |
| 1996 | Blaue Augen          | Lineal                                        | Co-Komponist               |
| 1998 | Blaue Augen          | Blümchen                                      | Co-Komponist               |
| 1998 | Blaue Augen          | Die Schlümpfe (Songtitel: Eure weißen Mützen) | Co-Komponist               |
| 1998 | Blaue Augen          | Tagtraum                                      | Co-Komponist               |
| 2003 | Blaue Augen          | Yvonne Catterfeld                             | Co-Komponist               |
| 2006 | Blaue Augen          | Silbermond                                    | Co-Komponist               |
| 2007 | Blaue Augen          | Maybebop                                      | Co-Komponist               |
| 2009 | Blaue Augen          | Gunter Gabriel                                | Co-Komponist               |
| 2010 | Blaue Augen          | Selig                                         | Co-Komponist               |
| 1991 | Blaues Blut          | Die Prinzen                                   | Co-Komponist, Co-Produzent |
| 1983 | Blondinen            | Neonbabies                                    | Co-Komponist               |
| 1992 | Bombe                | Die Prinzen                                   | Co-Produzent               |
| 1999 | Boys                 | B.O.N.                                        | Co-Komponist, Co-Produzent |
| 1999 | Boys                 | Die Allianz                                   | Co-Komponist, Co-Produzent |
| 2007 | Brücke               | Ich + Ich                                     | Co-Komponist, Co-Produzent |
| 1985 | But I Do Anyhow      | Trio                                          | Co-Komponist               |

## C
| Jahr | Titel                       | Interpret                                                   | Funktion                   |
| ---- | --------------------------- | ----------------------------------------------------------- | -------------------------- |
| 1985 | Can’t Leave the Pool        | Humpe & Humpe                                               | Komponist                  |
| 1987 | Careless Love               | Humpe & Humpe                                               | Co-Komponist               |
| 2001 | Careless Love               | Dr. Ring-Ding & The Senior Allstars                         | Co-Komponist               |
| 1982 | Carosello                   | Neonbabies                                                  | Co-Produzent               |
| 2009 | Cash                        | McJazz                                                      | Co-Komponist, Co-Produzent |
| 2010 | Changing Me                 | Albert Hammond with Albert Hammond Jr.                      | Co-Komponist               |
| 1994 | Christina-Marie             | Die Prinzen                                                 | Produzent                  |
| 1983 | Codo … düse im Sauseschritt | Tauchen-Prokopetz                                           | Co-Komponist, Produzent    |
| 1983 | Codo … düse im Sauseschritt | Tauchen-Prokopetz (Songtitel: Cojdoj – The Flying Schissel) | Co-Komponist, Produzent    |
| 1994 | Codo … düse im Sauseschritt | Kosmos feat. Mary K.                                        | Co-Komponist               |
| 2008 | Codo … düse im Sauseschritt | Christian Petru                                             | Co-Komponist               |
| 2009 | Coffee and Tea              | McJazz                                                      | Co-Komponist, Co-Produzent |
| 1987 | Come Closer Now             | Inga & Anete Humpe                                          | Co-Komponist               |
| 1987 | Conspiracy                  | Inga & Anete Humpe                                          | Co-Komponist               |

## D
| Jahr | Titel                           | Interpret                                           | Funktion                   |
| ---- | ------------------------------- | --------------------------------------------------- | -------------------------- |
| 1980 | Da leg ich mich doch lieber hin | Ideal                                               | Co-Komponist               |
| 2005 | Dadadada                        | Ich + Ich                                           | Co-Komponist, Co-Produzent |
| 2007 | Dämonen                         | Ich + Ich                                           | Komponist, Co-Produzent    |
| 2009 | Danke                           | Ich + Ich                                           | Komponist, Co-Produzent    |
| 2005 | Das Leben rast vorbei           | Ich + Ich                                           | Co-Komponist, Co-Produzent |
| 2013 | Der Sommer ist vorbei           | Max Raabe                                           | Co-Komponist, Co-Produzent |
| 1983 | Deutsches Mädel                 | DÖF                                                 | Co-Komponist, Produzent    |
| 2009 | Die Lebenden und die Toten      | Ich + Ich                                           | Komponist, Co-Produzent    |
| 2010 | Die Lebenden und die Toten      | Unheilig                                            | Komponist                  |
| 2008 | Die Liebe findet mich schon     | Ich + Ich                                           | Komponist, Co-Produzent    |
| 1992 | Die Thräne                      | Die Prinzen                                         | Produzent                  |
| 1991 | Die Vögel                       | Die Prinzen                                         | Produzent                  |
| 1982 | Die zweite Sonne                | Ideal                                               | Co-Komponist, Co-Produzent |
| 2005 | Dienen                          | Ich + Ich                                           | Komponist, Co-Produzent    |
| 2009 | Doctor                          | McJazz                                              | Co-Komponist, Co-Produzent |
| 2001 | Doktor                          | Die Prinzen                                         | Co-Komponist               |
| 2011 | Doktor, Doktor                  | Max Raabe                                           | Co-Komponist, Co-Produzent |
| 1985 | Don’t Know Where I Belong       | Humpe & Humpe                                       | Co-Komponist               |
| 1987 | Don’t Spoil My Day              | Inga & Anete Humpe                                  | Co-Komponist               |
| 1994 | Dreckig                         | Lucilectric                                         | Co-Produzent               |
| 1993 | Du – Über alles                 | Rio Reiser                                          | Produzent                  |
| 2005 | Du erinnerst mich an Liebe      | Ich + Ich                                           | Komponist, Co-Produzent    |
| 2006 | Du erinnerst mich an Liebe      | Hélène Ségara (Songtitel: Tu ne seras jamais libre) | Komponist                  |
| 2008 | Du erinnerst mich an Liebe      | Adoro                                               | Komponist                  |
| 1995 | (Du musst ein) Schwein sein     | Die Prinzen                                         | Co-Komponist, Produzent    |
| 1993 | Du spinnst doch                 | Die Prinzen                                         | Produzent                  |
| 2011 | Du weißt nichts von Liebe       | Max Raabe                                           | Co-Komponist, Co-Produzent |
| 1987 | Duet Alone                      | Inga & Anete Humpe                                  | Co-Komponist               |
| 1992 | Durch die Straßen…              | Joachim Witt                                        | Co-Produzent               |

## E
| Jahr | Titel                              | Interpret                       | Funktion                   |
| ---- | ---------------------------------- | ------------------------------- | -------------------------- |
| 2011 | Eifersüchtiger Mann                | Max Raabe                       | Co-Komponist, Co-Produzent |
| 1991 | Ein Herz kann man nicht reparieren | Udo Lindenberg                  | Co-Komponist               |
| 1994 | Ein Herz kann man nicht reparieren | Inga & Anete Humpe              | Co-Komponist, Co-Produzent |
| 2011 | Ein Herz kann man nicht reparieren | Udo Lindenberg feat. Inga Humpe | Co-Komponist               |
| 2014 | Ein Herz kann man nicht reparieren | Peter Kraus                     | Co-Komponist               |
| 2009 | Einer von Zweien                   | Ich + Ich                       | Komponist, Co-Produzent    |
| 1981 | Eiszeit                            | Ideal                           | Co-Komponist, Co-Produzent |
| 2004 | Eiszeit                            | Oomph! feat. L’Âme Immortelle   | Co-Komponist               |
| 2007 | Eiszeit                            | Nena                            | Co-Komponist               |
| 2009 | Eiszeit                            | Laith Al-Deen                   | Co-Komponist               |
| 2010 | Eiszeit                            | Adel Tawil                      | Co-Komponist               |
| 1983 | Engel                              | Neonbabies                      | Co-Komponist               |
| 1995 | Entspann dich                      | Die Prinzen                     | Co-Komponist, Produzent    |
| 1981 | Erschießen                         | Ideal                           | Co-Komponist, Co-Produzent |
| 2010 | Erschießen                         | Casper                          | Co-Komponist               |
| 1995 | Es ist wie es ist                  | Die Prinzen                     | Co-Komponist, Produzent    |
| 2009 | Es tut mir leid                    | Ich + Ich                       | Komponist, Co-Produzent    |
| 1994 | Explosiv                           | Lucilectric                     | Co-Produzent               |

## F
| Jahr | Titel                           | Interpret       | Funktion                   |
| ---- | ------------------------------- | --------------- | -------------------------- |
| 1993 | Far Up                          | Rio Reiser      | Produzent                  |
| 1996 | Farben                          | Lucilectric     | Co-Produzent               |
| 1983 | Fata Morgana                    | Neonbabies      | Co-Komponist               |
| 1996 | Fernsehen                       | Lucilectric     | Co-Produzent               |
| 1981 | Feuerzeug                       | Ideal           | Co-Komponist, Co-Produzent |
| 2010 | Feuerzeug                       | Adel Tawil      | Co-Komponist               |
| 1990 | First 5 Seconds                 | Inga Humpe      | Co-Komponist               |
| 2009 | Funken Liebe                    | Cassandra Steen | Co-Komponist               |
| 2013 | Für Frauen ist das kein Problem | Max Raabe       | Co-Komponist, Co-Produzent |

## G
| Jahr | Titel                    | Interpret     | Funktion                   |
| ---- | ------------------------ | ------------- | -------------------------- |
| 1991 | Gabi und Klaus           | Die Prinzen   | Co-Produzent               |
| 1982 | Ganz in Gummi            | Ideal         | Co-Komponist, Co-Produzent |
| 1982 | Geheimnis der Großstadt  | Ideal         | Co-Komponist, Co-Produzent |
| 2004 | Geht’s dir schon besser? | Ich + Ich     | Co-Komponist, Co-Produzent |
| 1995 | Geld ist schön (danke)   | Die Prinzen   | Produzent                  |
| 198  | Gemini                   | Neonbabies    | Co-Produzent               |
| 1996 | Geschenk                 | Lucilectric   | Co-Produzent               |
| 1985 | Geschrien im Schlaf      | Humpe & Humpe | Komponist                  |
| 1996 | Gespenst                 | Lucilectric   | Co-Produzent               |
| 2009 | Gucci & Versace          | McJazz        | Co-Komponist, Co-Produzent |

## H
| Jahr | Titel                     | Interpret          | Funktion                   |
| ---- | ------------------------- | ------------------ | -------------------------- |
| 1992 | Hallo-Hallo               | Joachim Witt       | Co-Komponist, Co-Produzent |
| 1983 | Hallo Fremder             | Neonbabies         | Co-Komponist               |
| 2009 | Hallo Hallo               | Ich + Ich          | Komponist, Co-Produzent    |
| 1985 | Happiness Is Hard to Take | Humpe & Humpe      | Komponist                  |
| 1995 | Hau endlich ab            | Die Prinzen        | Produzent                  |
| 2009 | Heidelberg                | McJazz             | Co-Komponist, Co-Produzent |
| 2009 | Herr Minister             | McJazz             | Co-Komponist, Co-Produzent |
| 1981 | Herrscher                 | Ideal              | Co-Komponist, Co-Produzent |
| 1994 | Herzlichen Dank           | Lucilectric        | Co-Produzent               |
| 1983 | Herzversagen              | Neonbabies         | Co-Komponist               |
| 1996 | Hey                       | Lucilectric        | Co-Produzent               |
| 1994 | Hey Fisch                 | Lucilectric        | Co-Komponist, Co-Produzent |
| 1994 | Hey Süsser                | Lucilectric        | Co-Produzent               |
| 2009 | Hilf mir                  | Ich + Ich          | Komponist, Co-Produzent    |
| 1987 | Holy Johnny               | Inga & Anete Humpe | Co-Komponist               |
| 2010 | Holy Johnny               | The BossHoss       | Co-Komponist               |
| 1983 | Horizont ohne Ende        | Neonbabies         | Co-Komponist               |
| 1980 | Hundsgemein               | Ideal              | Co-Komponist               |

## I
| Jahr | Titel                              | Interpret             | Funktion                   |
| ---- | ---------------------------------- | --------------------- | -------------------------- |
| 2007 | Ich atme ein, ich atme aus         | Ich + Ich             | Komponist, Co-Produzent    |
| 1982 | Ich bin nervös                     | Ideal                 | Co-Komponist, Co-Produzent |
| 2013 | Ich bin nur gut, wenn keiner guckt | Max Raabe             | Co-Komponist, Co-Produzent |
| 2011 | Ich bin nur wegen dir hier         | Max Raabe             | Co-Komponist, Co-Produzent |
| 2013 | Ich bin schuld                     | Max Raabe             | Co-Komponist, Co-Produzent |
| 1992 | Ich brauch dich gar nicht mehr     | Die Prinzen           | Produzent                  |
| 2007 | Ich fürchte mich                   | Ich + Ich             | Komponist, Co-Produzent    |
| 1993 | Ich kann nicht rappen              | Die Prinzen           | Produzent                  |
| 1981 | Ich kann nicht schlafen            | Ideal                 | Co-Komponist, Co-Produzent |
| 1990 | Ich küsse Ihren Mann               | Annette Humpe         | Komponist                  |
| 1990 | Ich laß mich geh’n                 | Annette Humpe         | Komponist                  |
| 2013 | Ich schlaf am besten neben dir     | Max Raabe             | Co-Komponist, Co-Produzent |
| 1991 | Ich will dich haben                | Die Prinzen           | Co-Komponist, Produzent    |
| 1995 | Ich will ein Baby                  | Die Prinzen           | Produzent                  |
| 1987 | Idiot                              | Inga & Anete Humpe    | Co-Komponist               |
| 1993 | Im Süden                           | Rio Reiser            | Produzent                  |
| 1981 | Immer frei                         | Ideal                 | Co-Komponist, Co-Produzent |
| 1992 | Immer schlimmer                    | Joachim Witt          | Co-Produzent               |
| 2005 | In den Bergen                      | Michael von der Heide | Co-Komponist               |
| 1992 | In die falsche Welt geboren        | Joachim Witt          | Co-Produzent               |
| 2011 | In geheimer Mission                | Max Raabe             | Co-Komponist, Co-Produzent |
| 1993 | Inazitti                           | Rio Reiser            | Produzent                  |
| 1980 | Irre                               | Ideal                 | Komponist                  |
| 1993 | Irrenanstalt                       | Rio Reiser            | Produzent                  |
| 2013 | Ist doch nur ein Gefühl            | Max Raabe             | Co-Komponist, Co-Produzent |

## J
| Jahr | Titel        | Interpret             | Funktion                   |
| ---- | ------------ | --------------------- | -------------------------- |
| 2005 | Je suis seul | Michael von der Heide | Co-Komponist               |
| 1983 | Josef        | DÖF                   | Co-Komponist, Produzent    |
| 1983 | Junge Männer | Neonbabies            | Co-Komponist               |
| 2007 | Junk         | Ich + Ich             | Co-Komponist, Co-Produzent |

## K
| Jahr | Titel                              | Interpret                           | Funktion                   |
| ---- | ---------------------------------- | ----------------------------------- | -------------------------- |
| 1995 | Kannst du mich hörn                | Die Prinzen                         | Produzent                  |
| 1995 | Kannst du mir noch einmal verzeihn | Die Prinzen                         | Produzent                  |
| 1992 | Kapitän der Träume                 | Joachim Witt                        | Co-Produzent               |
| 1993 | Kein Liebeslied                    | Die Prinzen                         | Produzent                  |
| 1982 | Keine Heimat                       | Ideal                               | Co-Komponist, Co-Produzent |
| 2013 | Keine Liebe für mich               | Max Raabe                           | Co-Produzent               |
| 2013 | Kleine Lügen                       | Max Raabe                           | Co-Komponist, Co-Produzent |
| 1992 | Kleines Herz                       | Die Prinzen                         | Produzent                  |
| 1999 | Knockin’                           | Die Allianz                         | Co-Komponist               |
| 1996 | Kondom des Grauens                 | Lucilectric                         | Co-Produzent               |
| 2001 | Königin                            | Die Prinzen                         | Co-Komponist               |
| 1982 | Körper                             | Udo Lindenberg & Das Panikorchester | Co-Komponist               |
| 1992 | Körper                             | Udo Lindenberg & Die Prinzen        | Co-Komponist               |
| 2011 | Krank vor Liebe                    | Max Raabe                           | Co-Produzent               |
| 2011 | Krise                              | Max Raabe                           | Co-Komponist, Co-Produzent |
| 1981 | Krönung                            | Neonbabies                          | Co-Komponist               |
| 2011 | Küssen kann man nicht alleine      | Max Raabe                           | Co-Komponist, Co-Produzent |
| 1992 | Küssen verboten                    | Die Prinzen                         | Co-Komponist, Produzent    |
| 1993 | Küssen verboten                    | Die Turtles                         | Co-Komponist               |

## L
| Jahr | Titel                   | Interpret   | Funktion                   |
| ---- | ----------------------- | ----------- | -------------------------- |
| 1983 | L. Hirschinger          | DÖF         | Co-Komponist, Produzent    |
| 2013 | Langsam                 | Max Raabe   | Co-Komponist, Co-Produzent |
| 1982 | Leiden und Wissenschaft | Ideal       | Co-Komponist, Co-Produzent |
| 1993 | Liebe im Fahrstuhl      | Die Prinzen | Produzent                  |
| 1996 | Liebe macht dumm        | Lucilectric | Co-Komponist, Co-Produzent |
| 1999 | Lonely World            | Die Allianz | Produzent                  |
| 1983 | Love Me                 | DÖF         | Co-Komponist, Produzent    |
| 1980 | Luxus                   | Ideal       | Co-Komponist               |

## M
| Jahr | Titel                                     | Interpret             | Funktion                   |
| ---- | ----------------------------------------- | --------------------- | -------------------------- |
| 2007 | Mach dein Licht an                        | Ich + Ich             | Co-Komponist, Co-Produzent |
| 1990 | Macht nichts                              | Annette Humpe         | Komponist                  |
| 2002 | Macht nichts                              | Michael von der Heide | Komponist                  |
| 2009 | Macht nichts                              | McJazz                | Co-Komponist, Co-Produzent |
| 1993 | Mädchen                                   | Lucilectric           | Co-Produzent               |
| 2001 | Mama                                      | Die Prinzen           | Co-Komponist               |
| 1991 | Mann im Mond                              | Die Prinzen           | Produzent                  |
| 1983 | Matrosen                                  | Neonbabies            | Co-Komponist               |
| 1991 | Mein bester Freund                        | Die Prinzen           | Produzent                  |
| 1991 | Mein Fahrrad                              | Die Prinzen           | Produzent                  |
| 1993 | Mein Portemonnaie                         | Die Prinzen           | Produzent                  |
| 1985 | Memories                                  | Humpe & Humpe         | Co-Komponist, Co-Produzent |
| 1993 | Mhm                                       | Rio Reiser            | Produzent                  |
| 2012 | Mich kann nur Liebe retten                | Ich kann fliegen      | Co-Komponist               |
| 2009 | Mille grazie                              | McJazz                | Co-Komponist, Co-Produzent |
| 1991 | Millionär                                 | Die Prinzen           | Produzent                  |
| 2013 | Mir kann nichts passieren                 | Max Raabe             | Co-Komponist, Co-Produzent |
| 2011 | Mit dir möchte ich immer Silvester feiern | Max Raabe             | Co-Komponist, Co-Produzent |
| 1993 | Mitten in der Nacht                       | Rio Reiser            | Produzent                  |
| 1982 | Moderne Liebe                             | Neonbabies            | Co-Produzent               |
| 1980 | Monotonie                                 | Ideal                 | Co-Komponist, Co-Produzent |
| 2010 | Monotonie                                 | Klee                  | Co-Komponist               |
| 2008 | Monster                                   | Die Prinzen           | Co-Komponist               |
| 2009 | Mr. Spector                               | McJazz                | Co-Komponist, Co-Produzent |
| 1982 | Müde                                      | Ideal                 | Co-Komponist, Co-Produzent |
| 1995 | Müde                                      | Die Prinzen           | Produzent                  |
| 1996 | Muscheln und Algen                        | Lucilectric           | Co-Produzent               |

## N
| Jahr | Titel                     | Interpret          | Funktion                   |
| ---- | ------------------------- | ------------------ | -------------------------- |
| 2009 | Nach Hause                | McJazz             | Co-Komponist, Co-Produzent |
| 1993 | Neun99zig                 | Rio Reiser         | Produzent                  |
| 2007 | Nichts bringt mich runter | Ich + Ich          | Co-Komponist, Co-Produzent |
| 1993 | Nimmst du mich mit        | Rio Reiser         | Produzent                  |
| 1987 | No Longer Friends         | Inga & Anete Humpe | Co-Komponist               |
| 2005 | Nur jemand den ich kannte | Ich + Ich          | Co-Komponist, Co-Produzent |
| 1992 | Nur mal so                | Joachim Witt       | Co-Produzent               |
| 1992 | Nur mit dir               | Joachim Witt       | Co-Komponist, Co-Produzent |
| 1993 | Nur wer im Heute lebt     | Lucilectric        | Co-Produzent               |

## O
| Jahr | Titel                 | Interpret  | Funktion     |
| ---- | --------------------- | ---------- | ------------ |
| 1993 | Okay                  | Rio Reiser | Produzent    |
| 2012 | One Cannot Kiss Alone | Max Raabe  | Co-Komponist |

## P
| Jahr | Titel           | Interpret      | Funktion                   |
| ---- | --------------- | -------------- | -------------------------- |
| 2011 | Pärchenallergie | Annett Louisan | Co-Komponist, Co-Produzent |
| 2001 | Pech gehabt     | Die Prinzen    | Co-Komponist               |
| 2009 | Pflaster        | Ich + Ich      | Co-Komponist, Co-Produzent |
| 2012 | Pflaster        | Global Kryner  | Co-Komponist               |

## R
| Jahr | Titel             | Interpret    | Funktion                   |
| ---- | ----------------- | ------------ | -------------------------- |
| 1996 | Rate Mal          | Lucilectric  | Co-Komponist, Co-Produzent |
| 1983 | Regina            | Neonbabies   | Co-Komponist               |
| 1982 | Reise             | Neonbabies   | Co-Produzent               |
| 1992 | Restlos           | Joachim Witt | Co-Produzent               |
| 1982 | Roboter           | Neonbabies   | Co-Produzent               |
| 1980 | Rote Liebe        | Ideal        | Co-Komponist               |
| 1980 | Roter Rolls Royce | Ideal        | Co-Komponist               |

## S
| Jahr | Titel                       | Interpret                           | Funktion                   |
| ---- | --------------------------- | ----------------------------------- | -------------------------- |
| 2009 | Salut chérie                | McJazz                              | Co-Komponist, Co-Produzent |
| 1995 | Sandman                     | Bamby                               | Co-Komponist               |
| 1994 | Schande                     | Lucilectric                         | Co-Produzent               |
| 2009 | Schatzi                     | McJazz                              | Co-Komponist, Co-Produzent |
| 1992 | Schaurig traurig            | Die Prinzen                         | Produzent                  |
| 1993 | Schlaflied                  | Die Prinzen                         | Produzent                  |
| 1994 | Schlaflied                  | Lucilectric                         | Co-Produzent               |
| 2011 | Schlaflied                  | Max Raabe                           | Co-Komponist, Co-Produzent |
| 2013 | Schnee                      | Adel Tawil                          | Komponist                  |
| 1982 | Schöne Frau mit Geld        | Ideal                               | Co-Komponist, Co-Produzent |
| 2007 | Schütze mich                | Ich + Ich                           | Komponist, Co-Produzent    |
| 2010 | Schütze mich                | Udo Lindenberg                      | Komponist                  |
| 1995 | Schwarz                     | Die Prinzen                         | Produzent                  |
| 1981 | Schwein                     | Ideal                               | Co-Komponist, Co-Produzent |
| 2014 | Schwein                     | Baby Jail                           | Co-Komponist               |
| 2000 | Sex Control                 | Band ohne Namen                     | Co-Komponist, Produzent    |
| 1981 | Sex in der Wüste            | Ideal                               | Co-Komponist, Co-Produzent |
| 2010 | Sex in der Wüste            | Peter & Der Ulf feat. Diamond Girl  | Co-Komponist               |
| 1993 | Sicherheitsmann             | Die Prinzen                         | Produzent                  |
| 1995 | Sie denkt immer nur an dich | Die Prinzen                         | Co-Komponist, Produzent    |
| 1995 | Sinnloses Lied              | Die Prinzen                         | Produzent                  |
| 1983 | So ein Zufall               | DÖF                                 | Produzent                  |
| 2007 | So soll es bleiben          | Ich + Ich                           | Komponist, Co-Produzent    |
| 2009 | So soll es bleiben          | Adoro                               | Komponist                  |
| 1981 | Spannung                    | Ideal                               | Co-Komponist, Co-Produzent |
| 1981 | Spion                       | Ideal                               | Co-Komponist, Co-Produzent |
| 2007 | Stark                       | Ich + Ich                           | Co-Komponist, Co-Produzent |
| 2008 | Stark                       | Magda Ruck (Songtitel: Zauberlicht) | Co-Komponist               |
| 2012 | Stark                       | Jasmin Graf                         | Co-Komponist               |
| 2008 | Stark wie Zwei              | Udo Lindenberg                      | Co-Komponist               |
| 2009 | Stein                       | Ich + Ich                           | Komponist, Co-Produzent    |
| 1992 | Suleimann                   | Die Prinzen                         | Co-Komponist, Produzent    |
| 1996 | Süss und gemein             | Lucilectric                         | Co-Produzent               |
| 1987 | Sweet Sadness               | Inga & Anete Humpe                  | Co-Komponist               |
| 1987 | Swimming with Sharks        | Inga & Anete Humpe                  | Co-Komponist               |

## T
| Jahr | Titel           | Interpret                       | Funktion                   |
| ---- | --------------- | ------------------------------- | -------------------------- |
| 2011 | Täglich besser  | Max Raabe                       | Co-Komponist, Co-Produzent |
| 2000 | Take My Heart   | Band ohne Namen                 | Produzent                  |
| 1983 | Taxi            | DÖF                             | Co-Komponist, Produzent    |
| 1980 | Telepathie      | Ideal                           | Co-Komponist               |
| 1980 | Telephon        | Ideal                           | Co-Komponist               |
| 2012 | Telephon        | Max Mutzke (Songtitel: Telefon) | Co-Komponist               |
| 1990 | The 1 I Love    | Inga Humpe                      | Co-Komponist               |
| 1982 | Tränen am Hafen | Ideal                           | Co-Komponist, Co-Produzent |
| 1982 | Triebtäter      | Neonbabies                      | Co-Produzent               |
| 2007 | Trösten         | Ich + Ich                       | Komponist, Co-Produzent    |
| 1992 | Trotzdem schön  | Joachim Witt                    | Co-Komponist, Co-Produzent |
| 1983 | Trude           | DÖF                             | Co-Komponist, Produzent    |

## U
| Jahr | Titel        | Interpret    | Funktion                   |
| ---- | ------------ | ------------ | -------------------------- |
| 1993 | Überall      | Die Prinzen  | Co-Komponist, Produzent    |
| 2005 | Umarme mich  | Ich + Ich    | Co-Komponist, Co-Produzent |
| 1994 | Umlaufbahn   | Lucilectric  | Co-Produzent               |
| 2009 | Und ich dreh | 2raumwohnung | Co-Komponist               |
| 2009 | Universum    | Ich + Ich    | Komponist, Co-Produzent    |
| 2011 | Universum    | Adoro        | Komponist                  |

## V
| Jahr | Titel               | Interpret                         | Funktion                   |
| ---- | ------------------- | --------------------------------- | -------------------------- |
| 1992 | Vergammelte Speisen | Die Prinzen                       | Co-Komponist, Produzent    |
| 2011 | Verschwinde         | Annett Louisan                    | Co-Komponist               |
| 1991 | Vierzig Jahre       | Die Prinzen                       | Produzent                  |
| 2005 | Voilà la nuit       | Michael von der Heide             | Co-Komponist               |
| 2007 | Vom selben Stern    | Ich + Ich                         | Co-Komponist, Co-Produzent |
| 2008 | Vom selben Stern    | Rhythms del Mundo feat. Ich + Ich | Co-Komponist               |
| 2012 | Vom selben Stern    | Adoro                             | Co-Komponist               |
| 2012 | Vom selben Stern    | Deborah Sasson                    | Co-Komponist               |
| 2012 | Vom selben Stern    | Max Giesinger                     | Co-Komponist               |
| 2014 | Vom selben Stern    | Nino de Angelo                    | Co-Komponist               |

## W
| Jahr | Titel                                   | Interpret     | Funktion                   |
| ---- | --------------------------------------- | ------------- | -------------------------- |
| 1993 | Wart’s ab                               | Rio Reiser    | Produzent                  |
| 1992 | Warum hast du das getan                 | Die Prinzen   | Co-Komponist, Produzent    |
| 1994 | Warum?                                  | Lucilectric   | Co-Produzent               |
| 1995 | Was gut ist                             | Die Prinzen   | Produzent                  |
| 1993 | Was soll ich ihr schenken?              | Die Prinzen   | Produzent                  |
| 2009 | Was wär ich ohne dich                   | Ich + Ich     | Komponist, Co-Produzent    |
| 2011 | Wenn ich du wär’                        | Max Raabe     | Co-Komponist, Co-Produzent |
| 2008 | Wenn ich tot bin                        | Ich + Ich     | Komponist, Co-Produzent    |
| 1991 | Wer ist der Typ                         | Die Prinzen   | Co-Komponist, Produzent    |
| 1996 | Willst du mich                          | Lucilectric   | Co-Komponist, Co-Produzent |
| 1994 | Wir passen nicht zusammen               | Ulla Meinecke | Co-Komponist               |
| 1982 | Wir zerstören unser Glück (tu’ mir weh) | Ideal         | Co-Komponist, Co-Produzent |
| 2005 | Wo die Liebe hinfällt                   | Ich + Ich     | Komponist, Co-Produzent    |
| 1996 | Wohin du willst                         | Lucilectric   | Co-Produzent               |
| 1993 | Wohin gehen wir                         | Rio Reiser    | Produzent                  |

## Y
| Jahr | Titel                              | Interpret                    | Funktion                   |
| ---- | ---------------------------------- | ---------------------------- | -------------------------- |
| 1985 | Yama-Ha                            | Humpe & Humpe                | Komponist, Co-Produzent    |
| 2009 | Yasmine                            | Ich + Ich mit Mohamed Mounir | Co-Komponist, Co-Produzent |
| 1985 | Yo no bailo                        | Humpe & Humpe                | Co-Komponist               |
| 1985 | You Didn’t Want Me When You Had Me | Humpe & Humpe                | Co-Komponist, Co-Produzent |

## Z
| Jahr | Titel                | Interpret | Funktion                   |
| ---- | -------------------- | --------- | -------------------------- |
| 2013 | Zwischen zwei Lieben | Max Raabe | Co-Komponist, Co-Produzent |